# Икария
Икари́я (греч. Ικαρία), Икар, Никария — греческий остров в Эгейском море, в архипелаге Восточные Спорады. 
Иногда его и остров Самос также причисляют к архипелагу Южные Спорады. Население 8 423 жителя по переписи 2011 года. Площадь составляет 255,32 квадратного километра. Наивысшая точка — 1040 метров над уровнем моря.

## Описание и достопримечательности
Согласно древнегреческой мифологии, остров получил своё название Икар, от юноши по имени Икар, погибшего из-за собственного непослушания неподалёку от находящегося рядом острова Самос. Воды вокруг острова с древности называют Икарийским морем.
На северо-восточном мысе Дрепанон лежал носивший то же имя главный город острова, а два другие городка назывались Иноя и Исти. Остров ранее был богат лесом и славился рыбными ловлями.
На острове Икар, в юго-восточной части Эгейского моря (Архипелага) был расположен Таврополь — собственно известный храм в честь богини Артемиды (Артемиды Таврополы, Дианы — богини луны, почитавшейся также покровительницей свежей, цветущей жизни природы).
Икария — небольшой остров, с красивой, многообразной природой. Одной из основных достопримечательностей являются пещеры, которые до сих пор полностью не исследованы. Кроме того, Икария славится целебными минеральными источниками, которые были открыты и использовались ещё древними греками.

## Население
| Год  | Население, человек |
| ---- | ------------------ |
| 2001 | 8354               |
| 2011 | ↗ 8423             |

Декларируется, что примерно один из трёх жителей острова доживает до 90 лет. Вследствие этого Икария причисляется к «голубым зонам» - местам с наибольшей пропорцией долгожителей в мире. Считается, что это происходит вследствие здоровой диеты, образа жизни и генетики.